# Edward McCartan

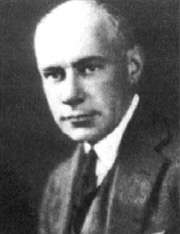
Edward McCartan

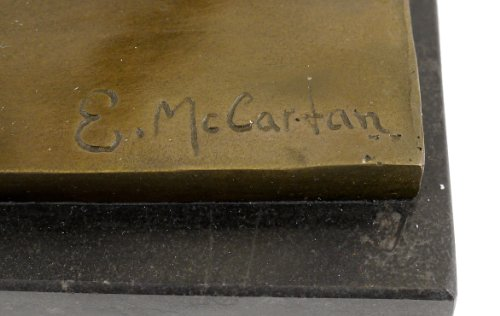
Signatur Edward McCartan

Edward Francis McCartan (* 16. August 1879 in Albany, New York, Vereinigte Staaten; † 20. September 1947 in New Rochelle, Vereinigte Staaten) war ein US-amerikanischer Bildhauer.

## Leben
Der Sohn der irischen Immigranten Michael McCartan und Anna Hyland studierte als Teenager anfänglich am Pratt Institute im New Yorker Stadtteil Brooklyn bei dem Bildhauer Herbert Adams. Ab 1901 besuchte er die Kunstschule Art Students League of New York, wo er von George Grey Barnard und Hermon Atkins MacNeil in Bildhauerei und von Kenyon Cox and Bryson Burroughs in Zeichnen unterwiesen wurde. Nach dem Tod des Vaters war McCartans Mutter nach New York City gezogen, die er durch seine Tätigkeit als Assistent bei Herbert Adams, Hermon Atkins MacNeil, Karl Bitter, Isidore Konti, Francois Tonetti, John Massey Rhind und anderen Bildhauern finanziell unterstützten konnte.
Rhind vermittelte McCartan einen Auftrag für eine Statue des mexikanischen Präsidenten Benito Juárez in Mexiko-Stadt, die er 1906 fertigstellte. Mit dem Entgelt für seine Arbeit finanzierte er eine Reise nach Frankreich, wo er von 1907 für drei Jahre bei dem Bildhauer Jean-Antoine Injalbert an der École des Beaux-Arts in Paris studierte. Hier stellte er auch auf den Salons de Paris aus. Viele seiner Arbeiten waren im Stil des Art déco gehalten. In Paris begann er 1908 mit den Arbeiten an seiner im Stil Auguste Rodins gehaltenen Marmorgruppe The Kiss (heute in der Buffalo AKG Art Museum, Buffalo, New York), die er aber erst 1924 fertigstellte.
1910 kehrte McCartan in die Vereinigten Staaten zurück, wo er seinem ehemaligen Lehrer Herbert Adams bei der Erstellung des McMillan-Springbrunnens half, der 1912 auf dem Gelände des McMillan-Stausees bei Bloomingdale in Washington, D.C. aufgestellt wurde. Seine Assistenzarbeit setzte er bei MacNeil, Rhind, Konti und Tonetti fort, bis er 1913 in New York sein eigenes Atelier bezog. Ab 1914 lehrte McCartan an der School of Beaux-Arts Architects (das spätere Beaux-Arts Institute of Design) in New York, wo er zahlreiche amerikanische Bildhauer in Ornamentik für neoklassizistische Bauwerke unterwies. 1924 wurde er in die American Academy of Arts and Letters gewählt. Zwischen 1926 und 1929 unterrichtete er an der Kunstschule Art Students League of New York. Er besuchte 1936 einige Monate lang die American Academy in Rome.
McCartan war starker Raucher und entwickelte in den späten 1930er Jahren eine Raucherlunge, die seine Kreativität minderte. Außer einigen Porträts erhielt er kaum noch Aufträge. Von 1943 bis zu seinem Tod 1947 war er Direktor an der Rinehart School of Sculpture in Baltimore, Maryland. McCartan verstarb mittellos und wurde auf dem Friedhof St. Agnes in Menands, New York zur Ruhe gelegt. Die National Sculpture Society übernahm die Kosten seiner Bestattung.

## Werke (Auswahl)
- McCartan schuf die sich an eine Uhr lehnenden architektonischen Skulpturen Transportation and Industry am New York Central Building (New York 1928, heute das Helmsley Building), die Pilaster des New Jersey Telephone Building (Newark, New Jersey 1928) und den Giebel des Department of Labor Building (Washington, D.C. 1934).
- 1927 – Porträtbüste des amerikanischen Schriftstellers Washington Irving
- McCartans Skulptur Die Nackte wurde 2001 vom Grosse Pointe War Memorial in Michigan entwendet, wurde aber acht Jahre später im Flussbett des Detroit River wieder aufgefunden.[2]
- Girl Drinking from a Shell, 1915. Reading Public Museum, Pennsylvania
- Nymph and Satyr, 1920. The Century Association.
- Boy and Panther, 1920.
- Diana and Doe, 1924.
- Bather, 1935. Pennsylvania Academy of the Fine Arts
- Nymph and Frog, 1938.

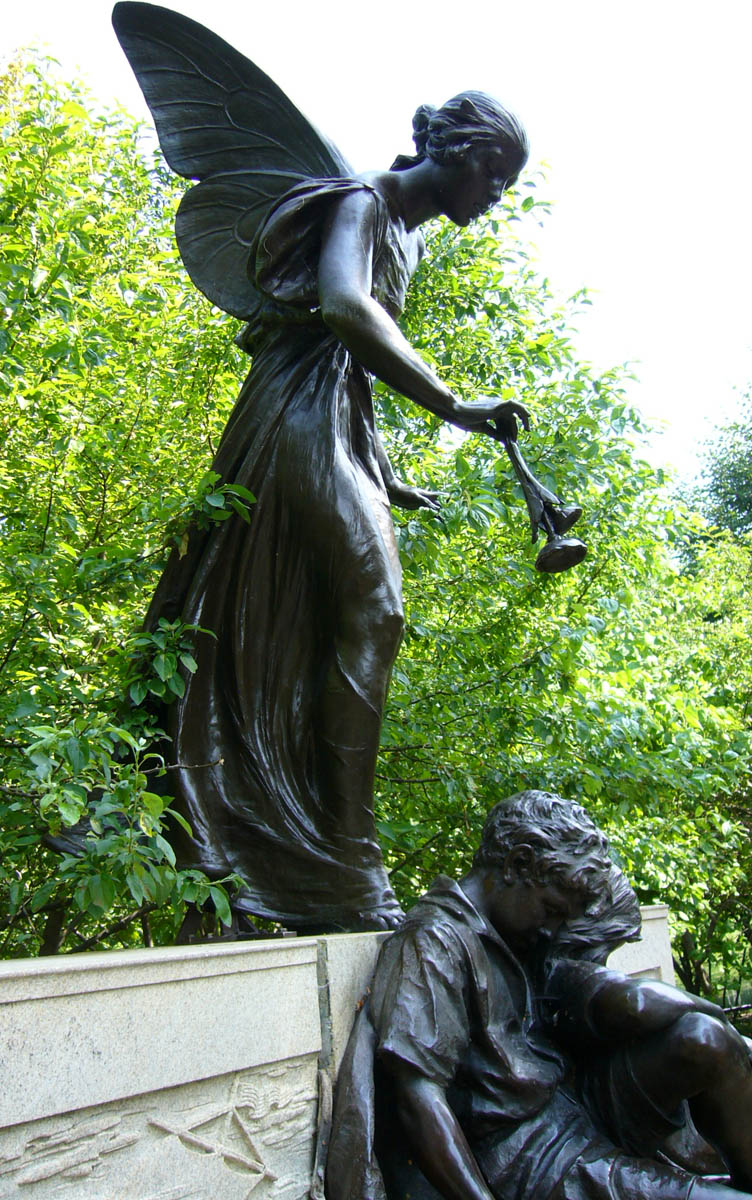
Dream Lady im Lincoln Park, Chicago.
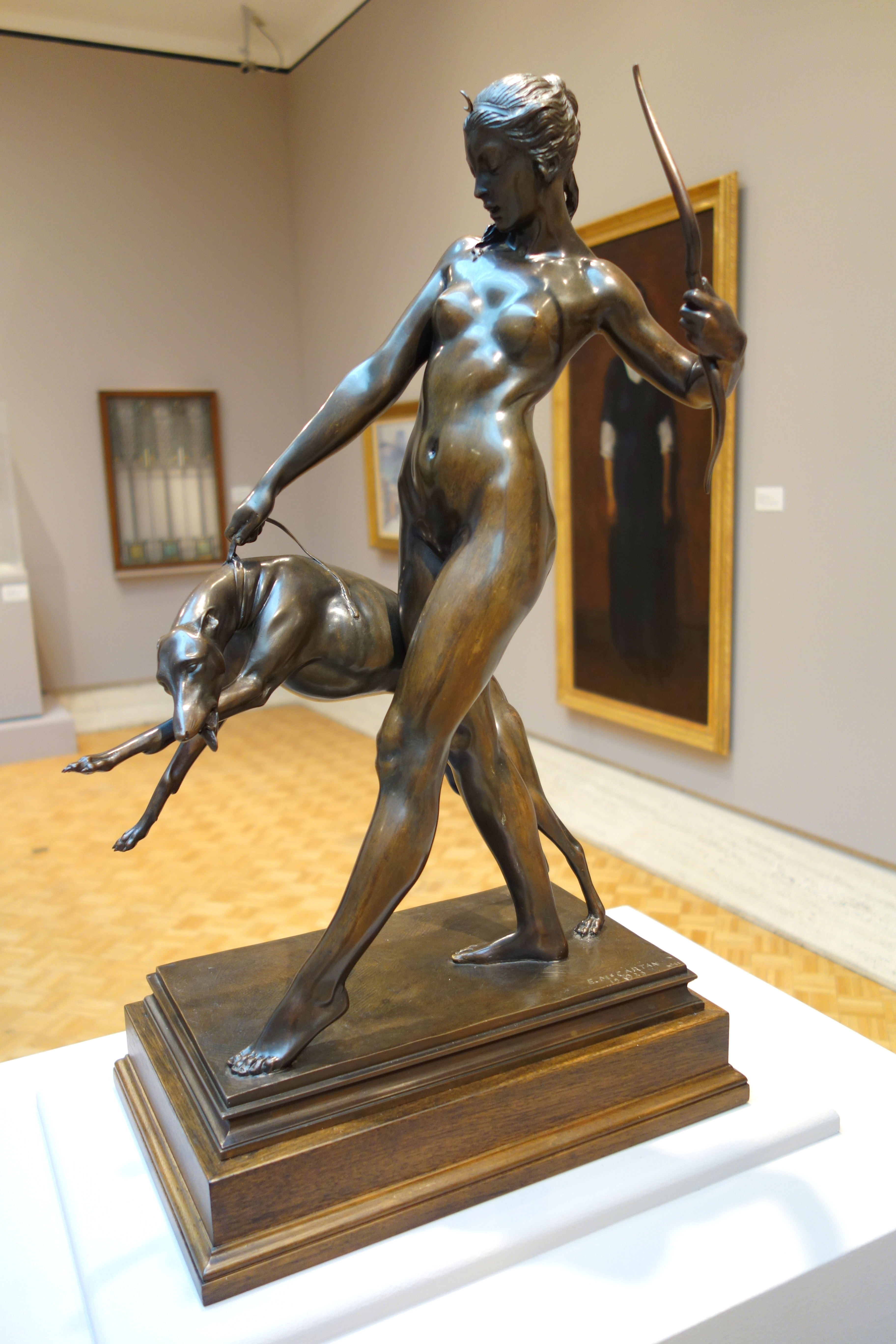
Diana with a Hound im Chazen Museum of Art.
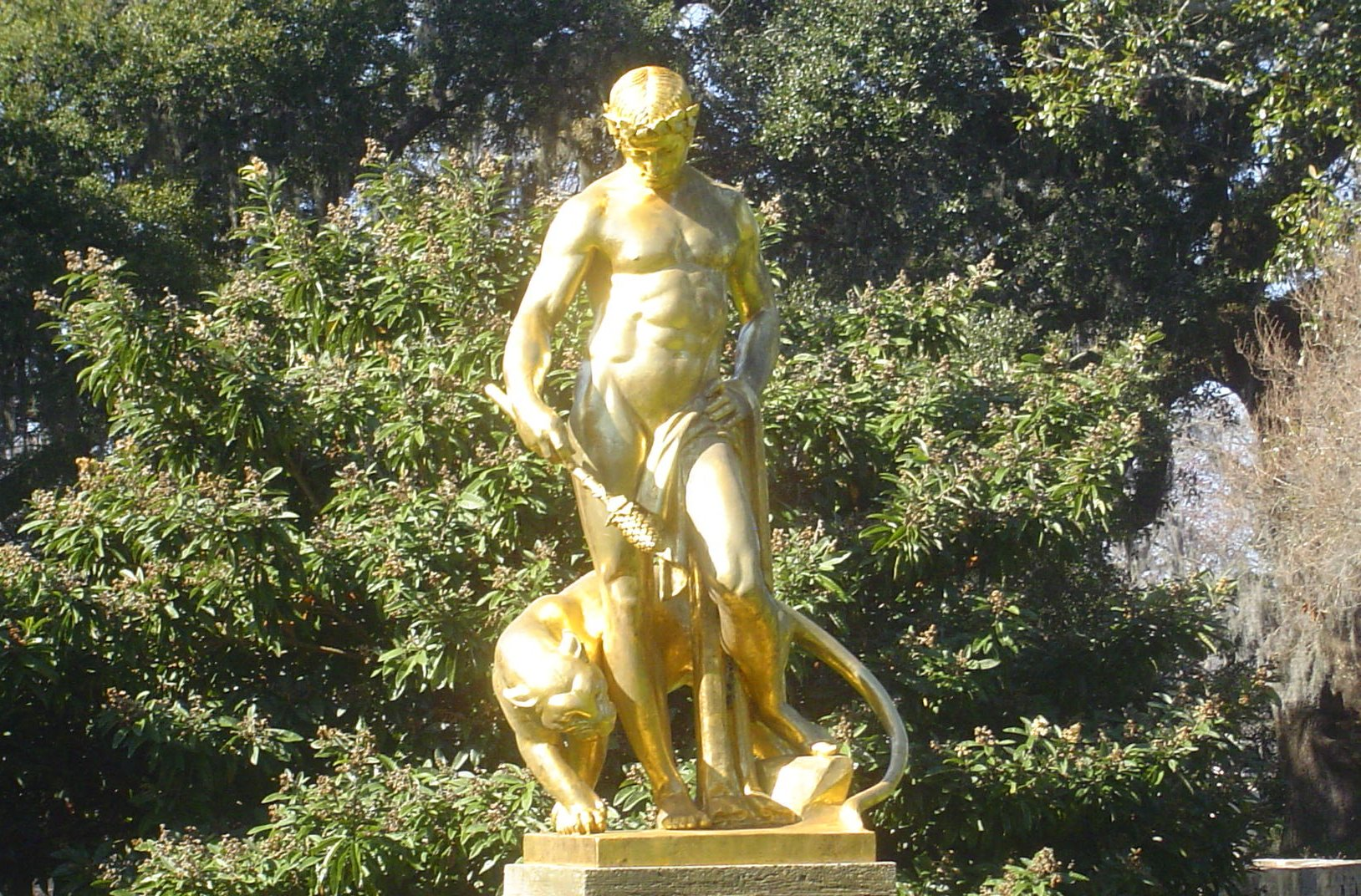
Dionysus in Brookgreen Gardens, Murrells Inlet, South Carolina.
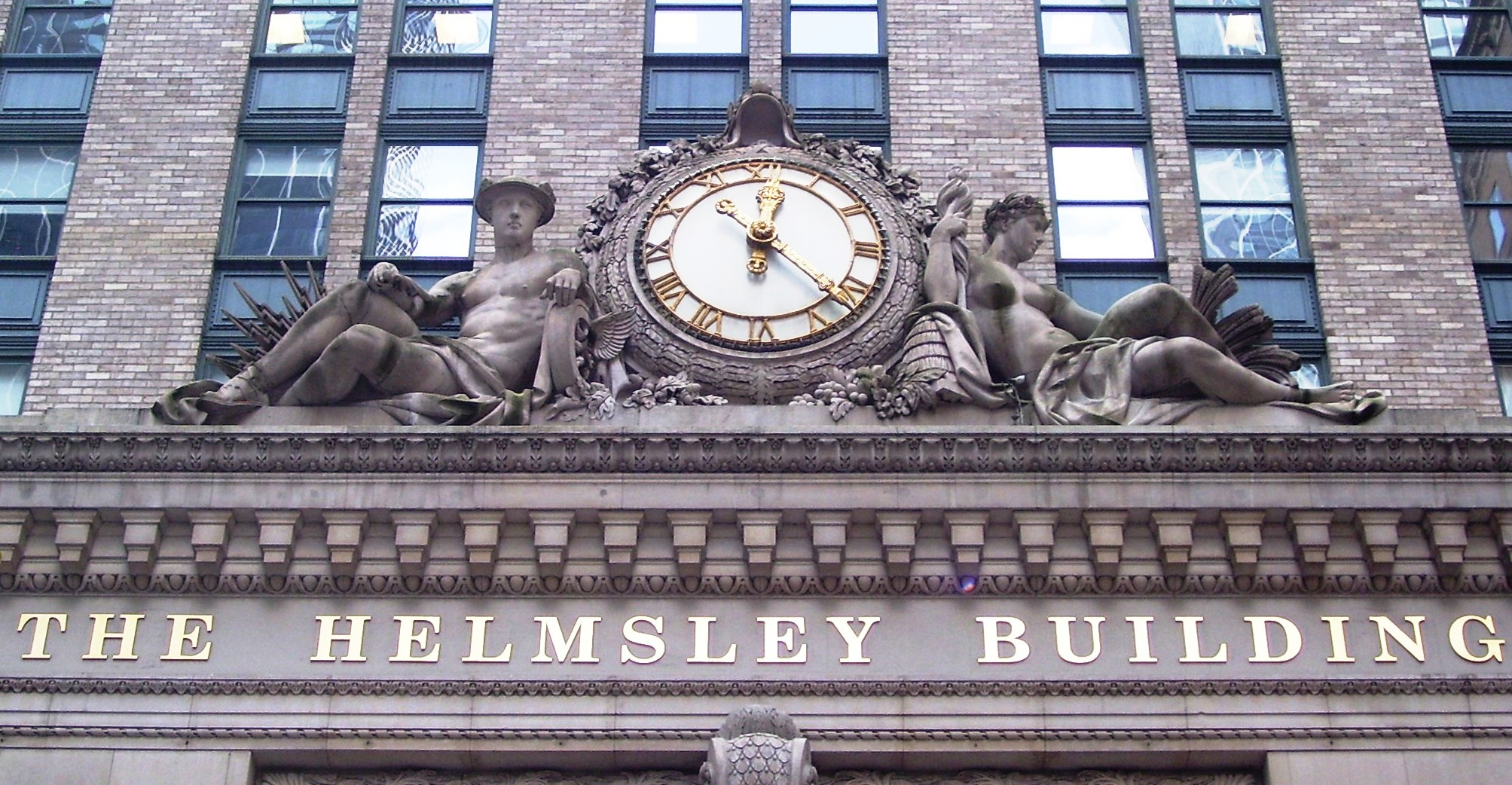
Transportation and Industry am Helmsley Building, New York.

## Ehrungen
- 1912 – Helen Foster Barnett Prize for Sculpture der National Academy of Design in New York für: Fountain, a naiad atop a turtle with a large basin from which water pours.
- 1916 – Wilder Gold Medal der Pennsylvania Academy of the Fine Arts für: Spirit of the Woods, a slender, dancing bacchante holding a baby in her outstretched hands, ausgestellt in der National Academy of Design 1913 und der Panama-Pacific International Exposition, San Francisco 1915.
- 1923 – Medal of Honor der Exhibition of the Architectural League of New York für: Bronzeskulptur Dream Lady, heute das Eugene Field Memorial im Lincoln Park von Chicago.
- 1925 – Medal of Honor der Concord Art Association für: Diana with a Hound, ausgestellt 1923 in der National Sculpture Society. Der erste Bronzeabguss der etwa 60 cm hohen Skulptur wurde vom Metropolitan Museum of Art gekauft. Ein weiteres Exemplar steht im Chazen Museum of Art der University of Wisconsin–Madison in Madison (Wisconsin).